# Anglo-American Telegraph Company

Flagge der Anglo-American Telegraph Company von 1865

Die Anglo-American Telegraph Company (deutsch „Anglo-Amerikanische Telegrafengesellschaft“) war in der zweiten Hälfte des 19. Jahrhunderts  eine Kabelgesellschaft im Vereinigten Königreich Großbritannien und Irland. Sie entstand in Nachfolge der Atlantic Telegraph Company (ATC) und verfolgte wie diese als Hauptzweck, die Verlegung eines transatlantischen Telegrafenkabels.

## Geschichte

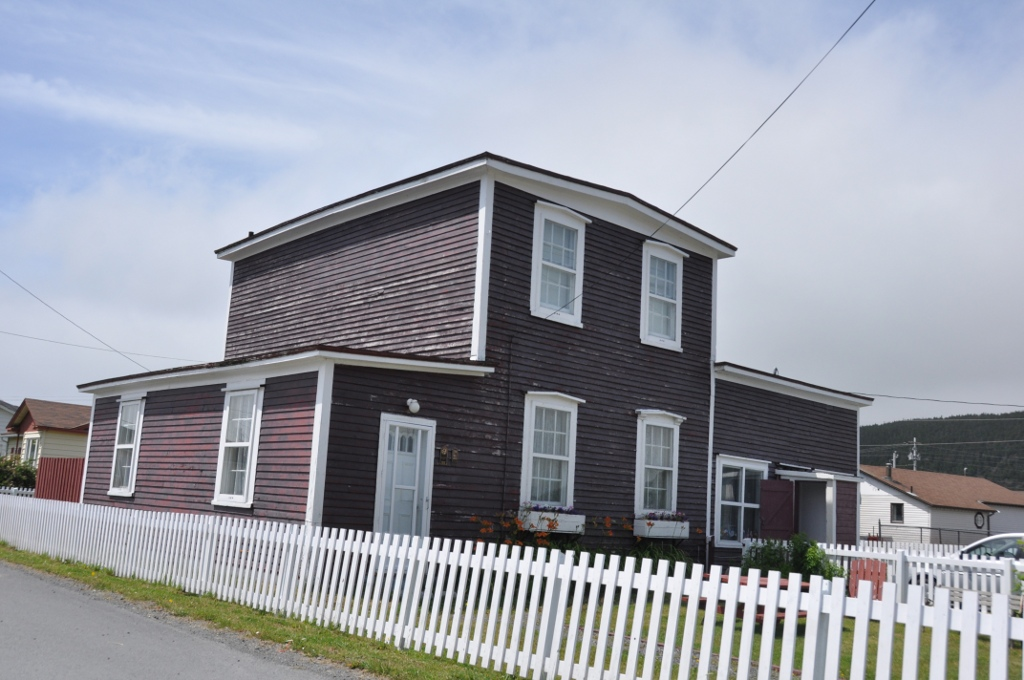
Erhaltene ehemalige Kabelstation der Anglo-American Telegraph Company in Placentia auf Neufundland (2013)

Nach dem Verlust des Atlantikkabels von 1865 waren neue unternehmerische Schritte erforderlich, um „frisches“ Kapital für einen weiteren Versuch zu beschaffen, den Atlantik mithilfe eines Seekabels zu überbrücken. Hierzu wurde noch im selben Jahr die Anglo-American Telegraph Company gegründet.
Sie verfügte über ein Kapital von 600.000 Pfund, das großteils durch Investoren in England aufgebracht wurde. So fertigte und lieferte die Telegraph Construction and Maintenance Company (Telcon) das Kabel im Gegenzug für Anteile an der neuen Gesellschaft. Außerdem übernahm die neue Gesellschaft Vermögenswerte der New York, Newfoundland & London Telegraph Company, der die zwischen Neufundland und dem kanadischen Festland verlegten Kabel sowie das Kabel von St. John’s nach Cape Ray gehörten.
Nach geglückter Kabelverlegung im Juli 1866 machte sich der erfolgreiche Kabelleger, das Segeldampfschiff Great Eastern, auf die Suche, um das im Jahr zuvor verlorengegangene Kabel der ATC zu bergen. Am 31. August konnte das Kabel wiedergefunden und aus nahezu 4 km Tiefe an die Oberfläche hochgezogen werden. Auf Hoher See wurde es verlängert und bis nach Neufundland gezogen. Die beiden Unternehmen vereinbarten vertraglich die Nutzung des ATC-Eigentums durch die Anglo-American Telegraph Company. Damit standen ab dem 8. September 1866 zwei unabhängig funktionierende dauerhafte Telegrafenverbindungen zwischen Neufundland und Irland zur Verfügung.
Die Anglo-American Telegraph Company existierte über hundert Jahre und verlegte viele weitere Seekabel, bevor sie am 10. Dezember 1968 aufgelöst wurde.